# Anthony Joshua
 Anthony Oluwafemi Olaseni Joshua OBE (n. 15 octombrie 1989, Watford, Anglia, Regatul Unit) este un boxer profesionist britanic. A deținut campionatul mondial unificat la categoria grea de două ori între 2016 și 2021. La nivel regional, a deținut titlul britanic și Commonwealth la categoria grea din 2015 până în 2016.
Ca amator, Joshua a reprezentat Marea Britanie la Jocurile Olimpice din 2012, câștigând o medalie de aur în divizia super-grea; el a reprezentat de asemenea Anglia la Campionatele Mondiale din 2011, câștigând argintul. În 2014, revista The Ring l-a numit Prospectul Anului.
Începând cu luna mai 2017, Joshua este clasat ca fiind cel mai bun greu al lumii de către Transnational Boxing Rankings Board și BoxRec, și cel de-al doilea cel mai bun de către The Ring. Raportul său "knockout-to-win" este de 100%. Joshua este cel de-al doilea boxer britanic, după James DeGale, care a câștigat atât o medalie de aur la Jocurile Olimpice, cât și un titlu mondial de către un organism important de sancționare profesională, precum și primul greu britanic în acest sens. Este și cel de-al doilea boxer, după Joe Frazier, în a câștiga un titlu mondial de greutate, în timp ce încă mai este campioan olimpic la greutatea maximă.

## Tinerețe
Joshua s-a născut în Watford unei mame nigeriene Yeta Odusanya și a unui tată britanic Robert descendent nigerian și irlandez. Mai exact, el este de etnie Yoruba. Vărul său este un alt boxer profesionist neînvins Ben lleyemi. Perechea și-a făcut debutul profesionist împreună în 2013.
Joshua a crescut pentru unii dintre primii săi ani în Nigeria și s-a întors în Marea Britanie până la jumătatea anilor șapte, pentru a se alătura Școlii Liceale Kings Langley. Crescând pe proprietatea Meriden din Garston, Hertfordshire, Joshua a fost numit "Femi" de către prietenii și foștii săi profesori, datorită numelui său de mijloc "Oluwafemi". El a excelat la fotbal și la atletism și a rupt recordul Year Nine de 100 de metri, cu un timp de 11,6 secunde.

## Viața personala
Joshua și-a exprimat interesul pentru șah, precum și lectura ca o modalitate de a-și consolida abilitățile tactice și de box. A fost zidar înainte de a începe box-ul full time.
În 2009, Joshua a fost pus în arest preventiv în Penitenciarul Reading pentru ceea ce el descrie drept "luptă și alte lucruri nebunești". El a fost făcut să poarte o etichetă electronică pe gleznă când a fost eliberat.
În martie 2011, Joshua a fost retras de poliție pentru a accelera în Colindale, în nordul Londrei. A fost găsit cu 8oz de canabis din plante ascunse într-o pungă de sport în Mercedes-Benz. A fost acuzat de posesie cu intenția de a furniza un medicament de clasa B, o infracțiune care are o sentință maximă de 14 ani. Joshua a fost suspendat de la echipa de box din GB și a fost condamnat la o comandă comunitară de 12 luni și la o muncă neremunerată de 100 de ore după ce a pledat vinovat la tribunal.
În noiembrie 2016, Joshua a anunțat că va investi într-o sală de gimnastică de fitness numai pentru membri, BXR. Joshua a colaborat cu fondatorii companiei BXR și a pus împreună un număr de terapeuți sportivi, boxeri, antrenori de box și luptători MMA. Sala de gimnastică va fi deschisă în ianuarie 2017 pe strada Chiltern din Marylebone, Londra.

## Rezultate în boxul profesionist
| Rez.       | Rezultat general | Adversar             | Tip | Runda, timp   | Data               | Locație                                           | Note |
| ---------- | ---------------- | -------------------- | --- | ------------- | ------------------ | ------------------------------------------------- | --- |
| Înfrângere | 28–4             | Daniel Dubois        | KO  | 5 (12), 0:59  | 21 septembrie 2024 | Wembley Stadium, Londra, Anglia                   | Pentru centura IBF la categoria grea                                                                                                 |
| Victorie   | 28–3             | Francis Ngannou      | KO  | 2 (10), 2:38  | 8 martie 2024      | Kingdom Arena, Riyadh, Arabia Saudită             | |
| Victorie   | 26–3             | Robert Helenius      | KO  | 7 (12), 1:27  | 12 august 2023     | The O2 Arena, Londra, Anglia                      | |
| Victorie   | 25–3             | Jermaine Franklin    | UD  | 12            | 1 aprilie 2023     | The O2 Arena, Londra, Anglia                      | |
| Înfrângere | 24–3             | Oleksandr Usyk       | SD  | 12            | 20 august 2022     | King Abdullah Sports City, Jeddah, Arabia Saudită | Pentru centurile WBA (Super), IBF, WBO, IBO și centura vacantă The Ring la categoria grea                                            |
| Înfrângere | 24–2             | Oleksandr Usyk       | UD  | 12            | 25 septembrie 2021 | Tottenham Hotspur Stadium, Londra, Anglia         | Pierde centurile WBA (Super), IBF, WBO, și IBO la categoria grea                                                                     |
| Victorie   | 24–1             | Kubrat Pulev         | KO  | 9 (12), 2:58  | 12 decembrie 2020  | The SSE Arena, Londra, Anglia                     | Păstrează centurile WBA (Super), IBF, WBO, și IBO la categoria grea                                                                  |
| Victorie   | 23–1             | Andy Ruiz Jr.        | UD  | 12            | 7 decembrie 2019   | Diriyah Arena, Diriyah, Arabia Saudită            | Câștigă centurile WBA (Super), IBF, WBO și IBO la categoria grea                                                                     |
| Înfrângere | 22–1             | Andy Ruiz Jr.        | TKO | 7 (12), 1:33  | 1 iunie 2019       | Madison Square Garden, New York City, New York    | Pierde centurile WBA (Super), IBF, WBO, și IBO la categoria grea                                                                     |
| Victorie   | 22–0             | Alexander Povetkin   | TKO | 7 (12), 1:59  | 22 septembrie 2018 | Wembley Stadium, Londra, Anglia                   | Păstrează centurile WBA (Super), IBF, WBO, și IBO la categoria grea                                                                  |
| Victorie   | 21–0             | Joseph Parker        | UD  | 12            | 31 martie 2018     | Principality Stadium, Cardiff, Țara Galilor       | Păstrează centurile WBA (Super), IBF, și IBO la categoria supergrea Câștigă centura WBO.                                             |
| Victorie   | 20–0             | Carlos Takam         | TKO | 10 (12), 1:34 | 28 octombrie 2017  | Principality Stadium, Cardiff, Țara Galilor       | Păstrează centurile WBA (Super), IBF, și IBO la categoria supergrea                                                                  |
| Victorie   | 19–0             | Wladimir Klitschko   | TKO | 11 (12), 2:25 | 29 aprilie 2017    | Wembley Stadium, Londra, Anglia                   | Păstrează centura IBF la categoria supergrea; Câștigă centura vacantă WBA (Super) și IBO la categoria supergrea                      |
| Victorie   | 18–0             | Éric Molina          | TKO | 3 (12), 2:02  | 10 decembrie 2016  | Manchester Arena, Manchester, Anglia              | Păstrează centura IBF la categoria supergrea                                                                                         |
| Victorie   | 17–0             | Dominic Breazeale    | TKO | 7 (12), 1:01  | 25 iunie 2016      | The O2 Arena, Londra, Anglia                      | Păstrează centura IBF la categoria supergrea                                                                                         |
| Victorie   | 16–0             | Charles Martin       | KO  | 2 (12), 1:32  | 9 aprilie 2016     | The O2 Arena, Londra, Anglia                      | Câștigă centura IBF la categoria supergrea                                                                                           |
| Victorie   | 15–0             | Dillian Whyte        | KO  | 7 (12), 1:27  | 12 decembrie 2015  | The O2 Arena, Londra, Anglia                      | Păstrează centurile WBC International și Commonwealth la categoria supergrea; Câștigă centura vacantă British la categoria supergrea |
| Victorie   | 14–0             | Gary Cornish         | TKO | 1 (12), 1:37  | 12 septembrie 2015 | The O2 Arena, Londra, Anglia                      | Păstrează centura WBC International la categoria supergrea; Câștiga centură vacantă Commonwealth la categoria supergrea              |
| Victorie   | 13–0             | Kevin Johnson        | TKO | 2 (10), 1:22  | 30 mai 2015        | The O2 Arena, Londra, Anglia                      | Păstrează centura WBC International la categoria supergrea                                                                           |
| Victorie   | 12–0             | Raphael Zumbano Love | TKO | 2 (8), 1:21   | 9 mai 2015         | Barclaycard Arena, Birmingham, Anglia             | |
| Victorie   | 11–0             | Jason Gavern         | KO  | 3 (8), 1:21   | 4 aprilie 2015     | Metro Radio Arena, Newcastle, Anglia              | |
| Victorie   | 10–0             | Michael Sprott       | TKO | 1 (10), 1:26  | 22 noiembrie 2014  | Echo Arena, Liverpool, Anglia                     | |
| Victorie   | 9–0              | Denis Bakhtov        | TKO | 2 (10), 1:00  | 11 octombrie 2014  | The O2 Arena, Londra, Anglia                      | Câștiga centura vacantă WBC International la categoria supergrea                                                                     |
| Victorie   | 8–0              | Konstantin Airich    | TKO | 3 (8), 1:16   | 13 septembrie 2014 | Phones 4u Arena, Manchester, Anglia               | |
| Victorie   | 7–0              | Matt Skelton         | TKO | 2 (6), 2:33   | 12 iulie 2014      | Echo Arena, Liverpool, Anglia                     | |
| Victorie   | 6–0              | Matt Legg            | KO  | 1 (6), 1:23   | 31 mai 2014        | Wembley Stadium, Londra, Anglia                   | |
| Victorie   | 5–0              | Hector Avila         | KO  | 1 (6), 2:14   | 1 martie 2014      | Exhibition and Conference Centre, Glasgow, Scoția | |
| Victorie   | 4–0              | Dorian Darch         | TKO | 2 (6), 0:51   | 1 februarie 2014   | Motorpoint Arena, Cardiff, Țara Galilor           | |
| Victorie   | 3–0              | Hrvoje Kisicek       | TKO | 2 (6), 1:38   | 14 noiembrie 2013  | York Hall, Londra, Anglia                         | |
| Victorie   | 2–0              | Paul Butlin          | TKO | 2 (6), 0:50   | 26 octombrie 2013  | Motorpoint Arena, Sheffield, Anglia               | |
| Victorie   | 1–0              | Emanuele Leo         | TKO | 1 (6), 2:47   | 5 octombrie 2013   | The O2 Arena, Londra, Anglia                      | Debut |